# جنگ‌تپه
جنگ‌تپه، روستایی از توابع بخش دشتک شهرستان چالدران در استان آذربایجان غربی ایران است.

## جمعیت
این روستا در دهستان آواجیق جنوبی قرار دارد و براساس سرشماری مرکز آمار ایران در سال ۱۳۸۵، جمعیت آن ۱۶۶ نفر (۳۶خانوار) بوده‌است. مردم این روستا از قوم آیروملو هستند و به زبان ترکی آذربایجانی صحبت می‌کنند. مذهب اهالی شیعه است.